# Koko (kejsare)
Koko, född 830, död 887, var regerande kejsare av Japan mellan 884 och 887.